# ERC-90 Sagaie
Beim ERC-90 Sagaie (Engin de Reconnaissance à Canon de 90 mm), benannt nach dem afrikanischen Wurfspeer dt. Assegai, handelt es sich um einen sechsrädrigen, allradgetriebenen (6×6), amphibischen leichten Radpanzer französischer Produktion.

## Geschichte
Entwickelt wurde das Fahrzeug in den 1970er-Jahren von Panhard für schnelle französische Eingreiftruppen. Deshalb legte man bei der Entwicklung großen Wert auf Vielseitigkeit und Mobilität, so ist der ERC-90 schwimmfähig und optional auch gegen ABC-Kampfstoffe geschützt. Außerdem kann das Fahrzeug mit der Transall C-160 und der Lockheed C-130 transportiert werden. Das erste Exemplar wurde 1977 gefertigt.
Die mittlere Achse kann angehoben und abgesenkt werden (Liftachse), was die Geländegängigkeit verbessert. Der ERC-90 Sagaie ist ohne Vorbereitung schwimmfähig und wird im Wasser von zwei Hydrojets sowie den Rädern angetrieben. Des Weiteren kann der Panzer mit verschiedenen Geschütztürmen bestückt werden, die französische Armee benutzt den GIAT TS 90-Geschützturm.

## Varianten
- EMC-81: Bewaffnung bestehend aus einem 81-mm-Mörser von Hispano-Suiza im EMC-Panzerturm.
- ERC-20: Flugabwehrkanonenpanzer, der mit 2 × 20-mm-Maschinenkanonen (MK) ausgestattet ist.
- ERC-60-20: Bewaffnung bestehend aus einem 60-mm-Mörser von Hispano-Suiza und einer 20-mm-MK im 60-20 Serval-Panzerturm.
- ERC-90 (Diesel): Fahrzeug mit Dieselmotor.
- ERC TG 120 Guepard: Mit SAMM TG 120-Turm mit einer 20-mm-MK mit 250 Schuss und einem 7,62-mm-MG mit 2000 Schuss.
- ERC-90 Lynx: Mit Lynx-Turm von Hispano-Suiza mit einer 90-mm-GIAT CN90 F1-Niederdruck-Kanone mit 30 Schuss, zwei 7,62-mm-MGs mit 2000 Schuss, Nachtsichtgeräten und Laserentfernungsmesser sowie Nebelmittelwurfanlage. Wurde auch beim Panzerwagen Panhard AML mit der Modellbezeichnung AML 90 Lynx verwendet.
- ERC-90 Sagaie: Mit TS90-Turm von GIAT mit 90-mm-CN90 F4-Glattrohrkanone von Cockerill mit 20 Schuss, zwei 7,62-mm-MGs sowie Nebelmittelwurfanlage.
- ERC-90 Sagaie 2: Etwas vergrößerte Version die mit zwei 80 kW-Motoren ausgestattet ist. Ausgerüstet mit einem neuen Feuerleitrechner, verbesserter Turm mit 90-mm-CN90 F4-Glattrohrkanone mit 26 Schuss und zwei 12,7-mm-MGs mit 600 Schuss.
- VCR: Schützenpanzer basierend auf dem ECR.

## Nutzerstaaten
Daten aus
- Argentinien – 14
- Ecuador – 10
- Elfenbeinküste – 7
- Frankreich – 192
- Gabun – 9
- Irak – 200
- Mexiko – 120
- Nigeria – 46
- Tschad – 13

## Nachfolgemodell
Der ERC wird durch das Engin blindé de reconnaissance et de combat (EBRC) „Jaguar“ 6×6 ersetzt werden.
Im Juli 2019 waren noch 59 Exemplare im Einsatz.